# Снук, Джеймс
Джеймс Ховард Снук (англ. James Howard Snook; 17 сентября 1879 — 20 февраля 1930) — американский ветеринар, двукратный олимпийский чемпион по стрельбе из пистолета.
Джеймс Снук родился в 1879 году в штате Огайо. В 1908 году окончил Университет штата Огайо по специальности «ветеринария», а впоследствии возглавил в этом университете кафедру ветеринарии.
В 1920 году на Олимпийских играх в Антверпене Джеймс Снук стал чемпионом в командном первенстве в стрельбе из произвольного пистолета на дистанции 50 м, а также в командном первенстве в стрельбе из скорострельного пистолета.
В июне 1929 года профессор Джеймс Снук был арестован в тире Университета штата Огайо и обвинён в убийстве 29-летней студентки Теоры Хикс. Следствием было установлено, что они в течение трёх лет жили как муж и жена, снимая помещение неподалёку от кампуса. Снук заявил, что Хикс потребовала от него развестись с женой и жениться на ней, угрожая в противном случае убить его жену и ребёнка; Снук сознался, что несколько раз ударил Хикс молотком, а затем перерезал её горло ножом, «чтобы избавить от страданий». 14 августа 1929 года суд признал Джеймса Снука виновным в совершении убийства первой степени тяжести. Неделю спустя он был приговорён к смерти.
50-летний Снук был казнён на электрическом стуле 20 февраля 1930 года.